# Anna Brassey

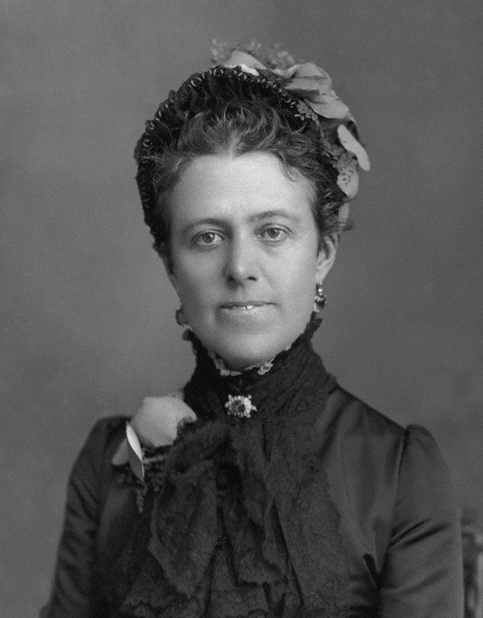
Anna Brassey, 1883
Fotografie: Alexander Bassano

Anna Brassey (geborene Allnutt; * 7. Oktober 1839 in London; † 14. September 1887) war eine Schriftstellerin des viktorianischen Zeitalters.

## Leben
Anna Brassey, einzige Tochter von Elizabeth Harriet Allnutt (1819–1843) und dem wohlhabenden Weinhändler John Allnut (1814–1881), lebte nach dem frühen Tod der Mutter bei ihrem Vater und Großvater in Clapham.
Bekannt wurde die Schriftstellerin auf Grund ihrer Reisen, besonders ihrer elfmonatigen Weltreise in den Jahren 1876/77 nach Südamerika, Japan, China, Singapur und Sri Lanka, die sie gemeinsam mit ihrem Mann Thomas Brassey jr., ihren Kindern und anderen Gästen auf der Yacht Sunbeam unternahm und deren literarische Verarbeitung sie 1878 unter dem Titel A Voyage in the Sunbeam, our Home on the Ocean for Eleven Months veröffentlichte.
Auf ihren Reisen sammelte Brassey zahlreiche Gegenstände mit geschichtlichem und ethnographischem Interesses, die zunächst in ihrem Haus in London ab 1919 im Hastings Museum ausgestellt wurden.
Während ihrer letzten Reise, auf dem Weg von Australien über Indien nach Mauritius, starb Brassey an Malaria; sie wurde auf See bestattet.
Anne Brassey war seit dem 9. Oktober 1860 verheiratet mit Thomas Brassey jr., dem Sohn des Unternehmers Thomas Brassey. Mit ihrem Mann hatte sie fünf Kinder.

## Werk
Ihr Werk A Voyage in the Sunbeam, our Home on the Ocean for Eleven Months (1878) wurde mehrfach neu aufgelegt und in wenigstens fünf Sprachen übersetzt.
Weitere Werke:
- Sunshine and Storm in the East (1880)
- In the Trades, the Tropics and the Roaring Forties (1885)
- The Last Voyage to India and Australia in the Sunbeam (posthum, 1889)